# Du hast den schönsten Arsch der Welt
Du hast den schönsten Arsch der Welt ist ein Lied des Duos Alex C. feat. Y-ass aus dem Jahr 2007. Es handelt sich um eine Coverversion von Runaway von The Soundlovers und ist der einzige Nummer-eins-Hit von Alex C.

## Entstehung
Produziert wurde  Du hast den schönsten Arsch der Welt von Alex Christensen und Peter Könnemann. In Deutschland und Österreich wurde er ein Nummer-eins-Hit mit späterem Platinstatus. Das Onlinemagazin Laut.de schrieb 2007, dass der Song in „Melodie, Songaufbau und Harmonien […] beinahe vollständig“ auf dem Titel Runaway von The Soundlovers aus dem Jahr 1996 beruhe. Im Musikvideo würde Produzent Alex C. sich selber als „Mastermind, Produzent […] und Komponist“ bezeichnen und anhand der Fakten sei „das ohrenscheinliche Plagiat als bemühtes PR-Unterfangen [zu] werten“. In einem Interview im Jahr 2018 wies Alex C. den Vorwurf zurück und gab an, dass die ursprünglichen Songwriter von Anfang an genannt worden seien und dass es mit ihnen eine Vereinbarung gegeben habe.

## Rezeption

### Chartplatzierungen
| ChartsChartplatzierungen | Höchstplatzierung | Wochen |
| ------------------------ | ----------------- | ------ |
| Deutschland (GfK)        | 1 (23 Wo.)        | 23     |
| Österreich (Ö3)          | 1 (26 Wo.)        | 26     |
| Schweiz (IFPI)           | 50 (10 Wo.)       | 10     |

| ChartsJahrescharts (2007) | Platzierung |
| ------------------------- | ----------- |
| Deutschland (GfK)         | 40          |
| Österreich (Ö3)           | 30          |

| ChartsJahrescharts (2008) | Platzierung |
| ------------------------- | ----------- |
| Deutschland (GfK)         | 36          |
| Österreich (Ö3)           | 27          |

### Auszeichnungen für Musikverkäufe
| Land/Region        | Auszeichnungen für Musikverkäufe (Land/Region, Auszeichnung, Verkäufe) | Verkäufe |
| ------------------ | ---------------------------------------------------------------------- | -------- |
| Deutschland (BVMI) | Gold                                                                   | 150.000  |
| Insgesamt          | 1× Gold ·                                                              | 150.000  |

## Coverversionen
Das Lied wurde als Partysong vereinzelt von anderen Künstlern gecovert.
Alex C. feat. Yass veröffentlichten es 2007 auf Englisch als Sweetest Ass In The World und 2008 auf Spanisch als Tienes el culo mas bello del mundo als Bonus-Song auf dem Album Euphorie.
2008 erschien eine Coverversion von Angie D. sowie von dem DJ-Duo Bangbros, die es als Arschgesicht interpretierten. Der Rapper Fler veröffentlichte 2016 eine Coverversion mit dem Namen Du hast den geilsten Arsch der Welt auf seinem Album Vibe. Im Juli 2023 wurde ein Cover mit dem Namen Ich hab den schönsten Arsch der Welt von der Sängerin Katja Krasavice in Zusammenarbeit mit dem deutschen DJ Felix Jaehn veröffentlicht. Ebenfalls im Juli 2023 veröffentlichte das DJ-Duo Harris & Ford eine Hardstyle-Version von Du hast den schönsten Arsch der Welt.
Neben der Deutschen Version wurde der Song auch in andere Sprachen übersetzt. Diese konnten sich in diversen Ländern auch in den Charts platzieren.
- Mr. Vee & Michaela – „Máš nejhezčí zadek na světě“ (tschechisch)
- Trasero – „Lekkerste kont van het land“ (niederländisch)
- Släm – „Sul on kõige kaunim kann“ (estnisch)